# Bronquiectasia
La bronquiectasia es una dilatación anormal e irreversible del árbol bronquial, encargado de conducir el aire desde la tráquea hasta la unidad funcional respiratoria (alvéolo pulmonar), que puede ser localizada o generalizada. Fue descrita por primera vez en 1819 por el médico francés René Laënnec.

## Causas

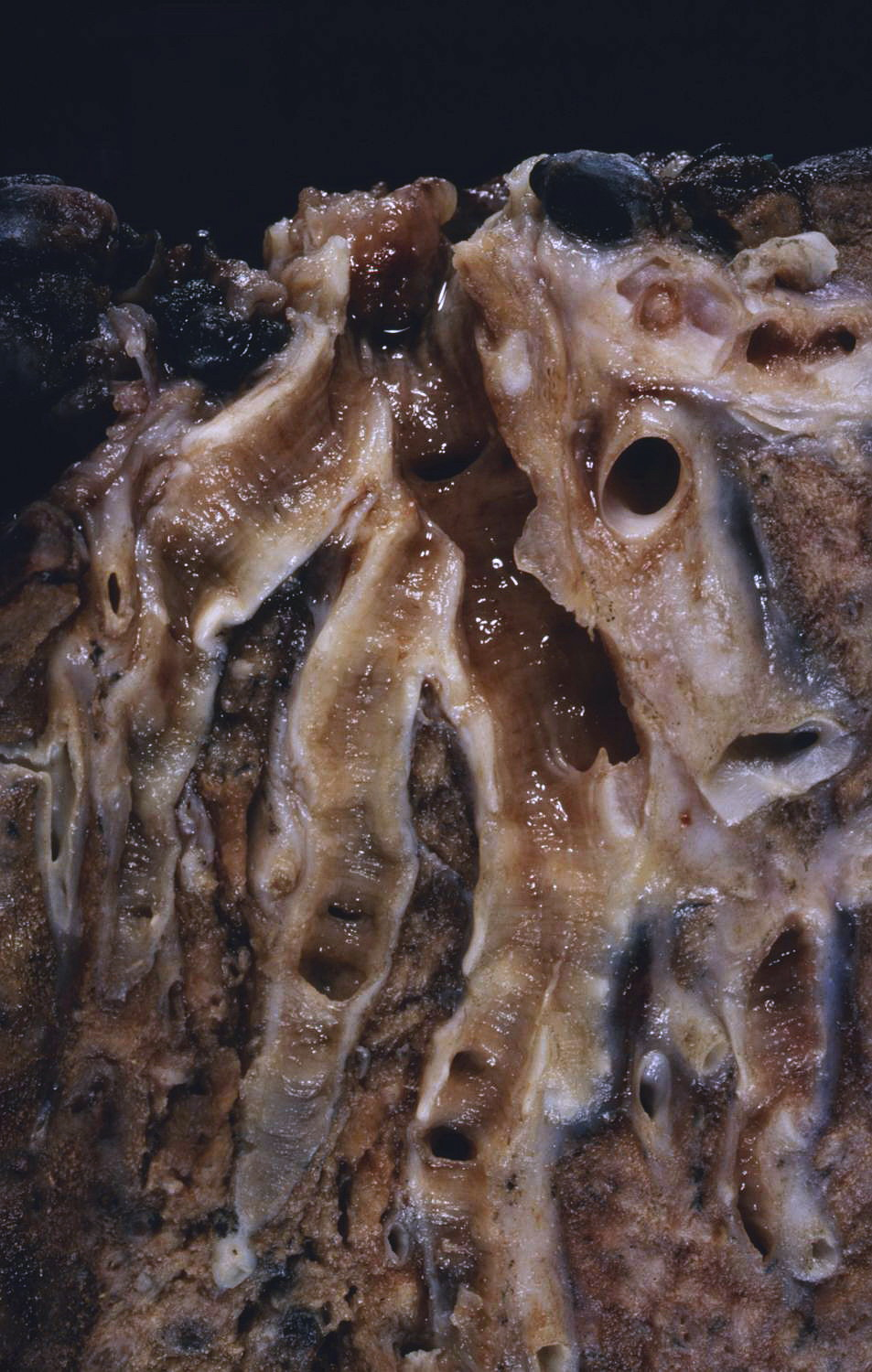
Bronquiectasia secundaria a un voluminoso tumor carcinoide (no se muestra) que ocasionaba una obstrucción total del bronquio proximalmente. La discoloración amarillenta refleja neumonía obstructiva.

Se entiende que la bronquiectasia es una enfermedad crónica congénita o adquirida. En el caso particular de la bronquiectasia congénita, ésta deriva de la agenesia (concepto que en términos simples, se aplica en el caso del desarrollo incompleto o imperfecto de un órgano o de sus partes.) de los alvéolos con dilatación quística resultante de los bronquios terminales.
La etiología de la bronquiectasia adquirida, es difícil de descifrar. El desarrollo de ésta puede ocurrir a cualquier edad, con una mayor incidencia al principio de la infancia. En casos generales, se desarrolla tras una infección bronquial, en la mayoría de los casos una neumonía infantil grave, (comúnmente como complicaciones del sarampión, deficiencias inmunológicas, aspiración de cuerpos extraños o erosión de bronquios) que destruye los componentes del sostén elásticos y musculares de la pared bronquial. Es un hallazgo común en las manifestaciones pulmonares de la fibrosis quística.  
Hay que hacer notar que la incidencia de la bronquiectasia ha disminuido drásticamente con el uso amplio de los antibióticos y las inmunizaciones en pediatría. En el caso de los adultos, donde la enfermedad se presenta en una menor cantidad, la bronquiectasia puede desarrollarse después de alteraciones bronquiales inflamatorias destructivas, neumonía necrotizante o absceso pulmonar. 
El desarrollo de los bronquios en el transcurso de la enfermedad se caracteriza en que generalmente están reducidos en longitud, ensanchados, a veces inflamados crónicamente y, en ocasiones, se describen como bronquiactásicos, lo que nos da para creer que es una característica propia de la patología.

## Anatomía patológica

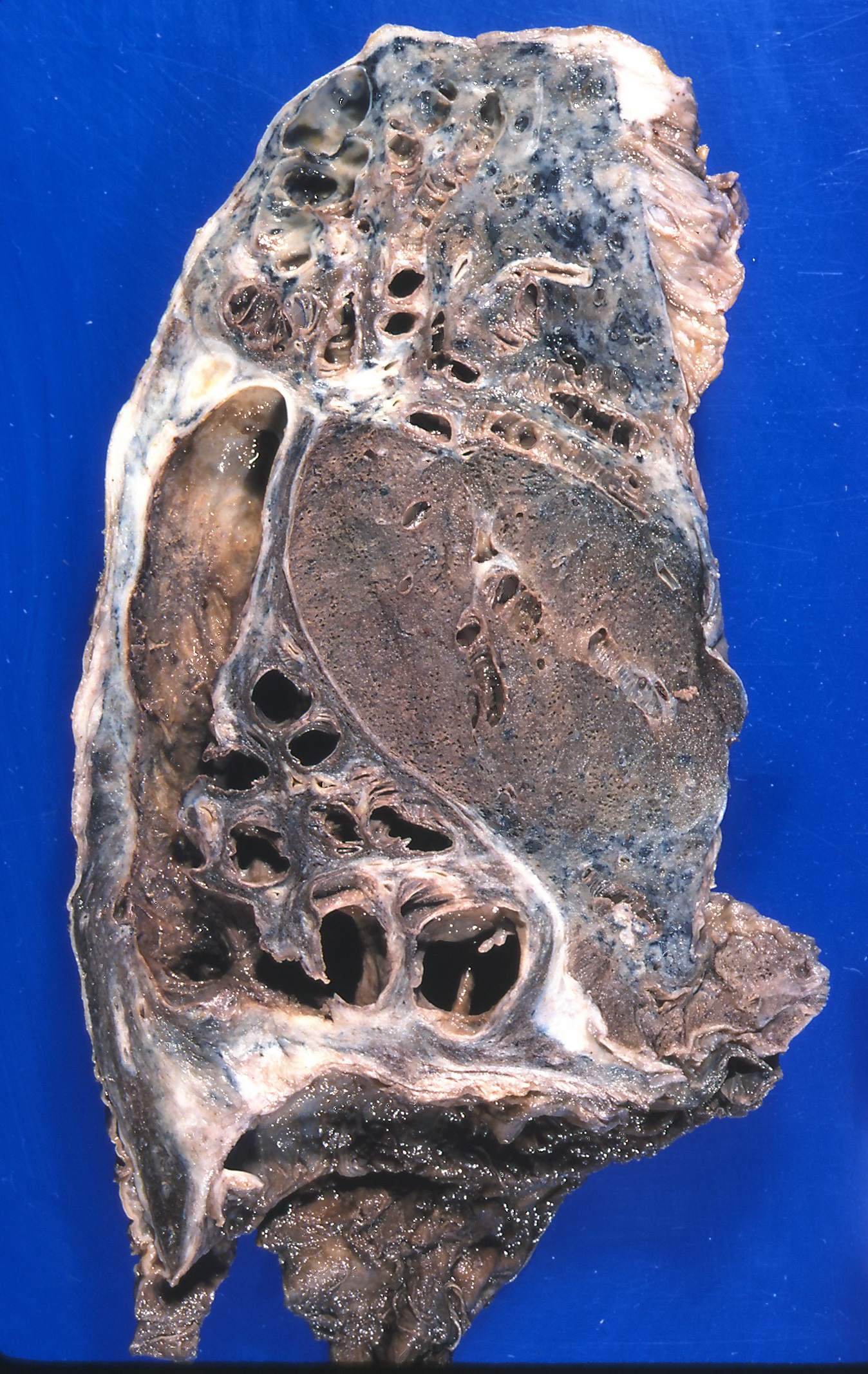
Bronquiectasia, patología macroscópica.

La bronquiectasia puede ser unilateral o bilateral, y es más común en los lóbulos inferiores. Se caracteriza por presentarse de tres formas distintas: cilíndrica, varicosa o sacular.
La bronquiectasia cilíndrica presenta los bronquios ligeramente dilatados y los broncogramas los muestran con un aspecto arrosariado en donde terminan abruptamente sin la forma ramificada habitual. Los bronquios distales más pequeños pueden identificarse patológicamente, pero están llenos de exudado inflamatorio.
En la bronquiectasia varicosa, los bronquios están irregularmente dilatados y contraídos.
Y por último, la bronquiectasia sacular, también llamada bronquiectasia quística, presenta que los bronquios dilatados son mucho más anchos y tienden a ser saculares (con forma de saco), hallándose presentes sólo las primeras ramificaciones del árbol traqueobronquial. 
Las paredes bronquiales muestran microscópicamente signos extensos de destrucción inflamatoria, inflamación crónica, secreción y pérdida de cilios, y hay destrucción y desaparición extensas de áreas intersticiales y alveolares adyacentes. Estas áreas de destrucción parenquimatosa pueden dar lugar a áreas extensas de organización y fibrosis aumentadas, así como disminución de volumen.
Puede ser congénita, aunque en la mayor parte de los casos es adquirida durante la vida por diversas causas:
- Tuberculosis pulmonar.
- Infecciones respiratorias en la infancia: La infección es la causa más frecuente. El adenovirus, que origina el resfriado común y otras afecciones, y el virus de la influenza, son los principales agentes que lo producen. También las infecciones bacterianas. Otras causas frecuentes son la obstrucción bronquial (por aspiración de cuerpos extraños en niños o tumores benignos en adultos).
- Fibrosis quística.
- Inmunodeficiencias.
- EPOC, asma.

En ocasiones son congénitas y acompañan a otras malformaciones, pulmonares o no.
- Otras múltiples causas menos frecuentes.

Comienza generalmente en la infancia aunque puede tener una evolución silenciosa por años o con síntomas banales de bronquitis. Son más comunes en jóvenes. En ancianos son secundarias a otras enfermedades. Son más frecuentes en el sexo masculino.
Los diferentes procesos que ocurren en el organismo al presentarse este trastorno son la destrucción de los componentes estructurales de la pared bronquial, acúmulo de secreciones espesas, a veces purulentas, que cierran las vías aéreas más periféricas y alteraciones en la vascularización bronquial (producción o aumento del número de vasos) que pueden ocasionar hemoptisis de diferente gravedad.
Se pueden encontrar factores de riesgo que coadyuven su desencadenamientos tales como la sinusitis e infecciones de la boca, de donde se pueden aspirar bacterias; por aspiración de contenido gástrico, que arrastra gérmenes e irrita por su acidez, o de gases tóxicos capaces de producir inflamación. También por la infección del hongo denominado Aspergillus, que produce una respuesta inmunitaria exagerada.
En la práctica clínica se observa una tríada clásica de síntomas.
- Expectoración crónica.
- Episodios recurrentes de infección respiratoria.
- Episodios recurrentes de hemoptisis.

El tratamiento para la bronquiectasia:
- Aplicar antibióticos y fisioterapia. La fisioterapia juega un papel muy importante, pero no se debe aplicar cuando hay esputo hemoptoico.